# Москалёв, Николай Петрович
Николай Петрович Москалёв (род. 5 марта 1949, дер. Николаевка, Курская область) — председатель совета депутатов городского округа Подольск, бывший глава Подольского муниципального района Московской области. Занимал пост главы района с 1990 года по 18 сентября 2015 года, пост председателя депутатского корпуса городского округа занимает с 21 сентября 2015 года.

## Биография
Родился 5 марта 1949 года в д. Николаевка Новооскольского района (ныне — Белгородской области) в семье крестьянина.
В 1966 году окончил школу и поступил в Новооскольский совхоз-техникум. Окончил его с отличием, работал механиком в колхозе, затем поступил в Белорусскую сельскохозяйственную академию. После её окончания, в 1975 году, был направлен в ПМК «Водстрой-15» Подольского района, где до 1983 года работал мастером-наладчиком, механиком участка, главным механиком, заместителем начальника ПМК.
1983—1985 годы — главный инженер управления сельского хозяйства, первый заместитель председателя совета Подольского районного агропромышленного объединения (РАПО).
1985—1990 годы — директор совхоза «Подольский».
В 1990 году был избран председателем Подольского районного Совета народных депутатов, позже одновременно замещал должность председателя райисполкома.
С 1991 года по 18 сентября 2015 года — глава Подольского района.
С 19 сентября 2015 года — Председатель совета депутатов городского округа Подольск
В 1997 году Н. П. Москалёв окончил Российскую Академию государственной службы, получил диплом юриста.
Также был советником мэра Москвы на общественных началах.
За высокие достижения в труде и заслуги в укреплении дружбы и сотрудничества между народами Указом Президента РФ в 1999 году награждён орденом Почета, а в 2008 — орденом Дружбы.
Николай Петрович Москалев награждён орденом Святого равноапостольного князя Владимира III степени", медалями: «За ратную доблесть», «В память 850-летия Москвы», «За заслуги в проведении Всероссийской переписи населения», «За безупречную службу», а также знаками Губернатора Московской области: «За полезное», «За труды и усердие», знаком Мособлдумы «За заслуги в законотворческой деятельности», знаками «За заслуги перед Подольским районом» 3-х степеней, «За заслуги в развитии физической культуры и спорта в Российской Федерации» и др.

## Глава Подольского муниципального района
Николай Петрович Москалёв являлся «бессменным» главой района — он занимал эту должность с 1990 по 2015 год. Это один из самых долгих показателей за всю историю управления муниципалитетом в Московской области. Из-за объединения Подольского района с городским округом Подольск фактически лишится своей должности в 2015 году.

## Взгляды на управление районом
Николай Петрович Москалёв выступал за развитие сельского хозяйства на территории Подольского района; он не являлся сторонником строительства жилья на территориях поселений, а считал первостепенным развитие сельскохозяйственной отрасли: животноводства, растениеводства. Подольский район активно сотрудничал с другими районами, а также имел партнёрские отношения с Солигорским районом Белоруссии.

## Позиция по объединению Подольского района в городской округ
Сам Николай Петрович выступал против ликвидации Подольского района даже в случае необходимости объединения муниципалитетов. Он выражал уверенность в том, что в первую очередь жители района захотят сохранить привычный сельский уклад жизни. При этом он считал допустимым возможность объединения на принципах взаимного равенства.

## Дальнейшая политическая жизнь
После объединения Подольского муниципального района с городским округом Подольск, Николай Петрович заявил, что не покинет общественно-политическую жизнь региона и был избран в депутаты совета депутатов единого городского округа Подольск от партии Единая Россия.
21 сентября 2015 года был избран на пост председателя совета депутатов городского округа Подольск. В его обязанности входит руководство депутатским корпусом единого муниципального образования.

## Награды
- Благодарность Министра культуры Российской Федерации (14 октября 2003 года) — за большой личный вклад в развитие культуры Московской области, сохранение и возрождение культурных ценностей Подмосковья[5].